# Aftermovie
Een aftermovie is een korte film die gemaakt wordt na een evenement, concert, festival, conferentie of andere bijeenkomst.
Het doel van de film is om de sfeer van het evenement vast te leggen en te delen met het publiek. De film is meestal tussen de één en vijf minuten lang en is bedoeld om de kijker een gevoel te geven van wat er gebeurde op het evenement en hoe het was om erbij te zijn.

## Soorten
Er zit een wezenlijk verschil tussen een aftermovie van een zakelijk event en van een feest of festival.
Een aftermovie van een zakelijk evenement is gericht op het vastleggen en samenvatten van de belangrijkste momenten van het evenement. Het doel is om de prestaties van het bedrijf te laten zien en de belangrijkste hoogtepunten van het evenement vast te leggen. Dit kan onder meer het presenteren van belangrijke sprekers, deelnemers en activiteiten omvatten, evenals het weergeven van de belangrijkste boodschappen en doelstellingen van het evenement.
Aan de andere kant is een aftermovie van een feest gericht op het vastleggen van de sfeer en het plezier van het evenement. Het doel is om de hoogtepunten van het feest te laten zien, zoals de muziek, dans, en de interactie tussen de feestgangers. Dit type aftermovie legt de nadruk op het creëren van een emotionele verbinding met de kijker en op het laten zien van de opwinding en de energie van het feest.

## Inhoud
De inhoud van een aftermovie kan variëren afhankelijk van het type evenement. Zo kunnen aftermovies van muziekfestivals bijvoorbeeld optredens van bekende artiesten en de menigte die erop los gaat laten zien. Terwijl aftermovies van zakelijke evenementen zich richten op de keynote-speeches en netwerkactiviteiten.
Aftermovies worden vaak gemaakt door professionele videografen of door enthousiaste bezoekers die hun eigen beelden delen. De muziek die in de aftermovie wordt gebruikt, is vaak een belangrijk onderdeel van de beleving en kan de stemming van het evenement weergeven. Veel evenementen organiseren ook aftermovie-wedstrijden waarbij bezoekers hun eigen aftermovie kunnen indienen om kans te maken op prijzen.